# Калье-Нов (Хомейн)
Калье-Нов (перс. قلعه نو) — село в Ірані, у дегестані Ростак, у Центральному бахші, шагрестані Хомейн остану Марказі. За даними перепису 2006 року, його населення становило 190 осіб, що проживали у складі 48 сімей.

## Клімат
Середня річна температура становить 13,51 °C, середня максимальна – 32,60 °C, а середня мінімальна – -9,14 °C. Середня річна кількість опадів – 212 мм.
| Клімат поселення                              | Клімат поселення | Клімат поселення | Клімат поселення | Клімат поселення | Клімат поселення | Клімат поселення | Клімат поселення | Клімат поселення | Клімат поселення | Клімат поселення | Клімат поселення | Клімат поселення | Клімат поселення |
| Показник                                      | Січ.             | Лют.             | Бер.             | Квіт.            | Трав.            | Черв.            | Лип.             | Серп.            | Вер.             | Жовт.            | Лист.            | Груд.            |                  |
| Середній максимум, °C                         | 9,94             | 12,05            | 17,40            | 22,13            | 25,75            | 30,88            | 32,60            | 31,96            | 28,16            | 22,52            | 16,53            | 10,22            |                  |
| Середня температура, °C                       | 0,41             | 2,53             | 7,85             | 12,60            | 16,20            | 21,35            | 25,81            | 25,16            | 21,38            | 15,72            | 9,74             | 3,42             |                  |
| Середній мінімум, °C                          | −9,14            | −7,02            | −1,69            | 3,06             | 6,68             | 11,81            | 19,01            | 18,37            | 14,58            | 8,94             | 2,94             | −3,37            |                  |
| Норма опадів, мм                              | 36               | 34               | 38               | 25               | 16               | 2                | 2                | 1                | 0                | 7                | 21               | 30               |                  |
| Середньомісячна швидкість вітру, м/с          | 1.56             | 2.03             | 2.98             | 3.02             | 2.78             | 2.51             | 2.57             | 2.38             | 2.23             | 2.16             | 1.89             | 1.78             |                  |
| Середньомісячна сонячна радіація, кДж/м²·день | 9690             | 12964            | 15439            | 18750            | 22604            | 26708            | 25740            | 24394            | 21408            | 16067            | 11361            | 9269             |                  |
| --------------------------------------------- | ---------------- | ---------------- | ---------------- | ---------------- | ---------------- | ---------------- | ---------------- | ---------------- | ---------------- | ---------------- | ---------------- | ---------------- | ---------------- |
| Джерело:                                      |                  |                  |                  |                  |                  |                  |                  |                  |                  |                  |                  |                  |                  |